# Lily Allen/Diskografie
Diese Diskografie ist eine Übersicht über die musikalischen Werke der britischen Pop-Sängerin und Songwriterin Lily Allen. Den Schallplattenauszeichnungen zufolge hat sie bisher mehr als 12,3 Millionen Tonträger verkauft, davon alleine in ihrem Heimatland über 9,2 Millionen. Ihre erfolgreichste Veröffentlichung ist das Debütalbum Alright, Still mit mehr als 1,6 Millionen verkauften Einheiten.

## Alben

### Studioalben
| Jahr | Titel Musiklabel                  | Höchstplatzierung, Gesamtwochen, AuszeichnungChartplatzierungen (Jahr, Titel, Musiklabel, Platzierungen, Wochen, Auszeichnungen, Anmerkungen) | Höchstplatzierung, Gesamtwochen, AuszeichnungChartplatzierungen (Jahr, Titel, Musiklabel, Platzierungen, Wochen, Auszeichnungen, Anmerkungen) | Höchstplatzierung, Gesamtwochen, AuszeichnungChartplatzierungen (Jahr, Titel, Musiklabel, Platzierungen, Wochen, Auszeichnungen, Anmerkungen) | Höchstplatzierung, Gesamtwochen, AuszeichnungChartplatzierungen (Jahr, Titel, Musiklabel, Platzierungen, Wochen, Auszeichnungen, Anmerkungen) | Höchstplatzierung, Gesamtwochen, AuszeichnungChartplatzierungen (Jahr, Titel, Musiklabel, Platzierungen, Wochen, Auszeichnungen, Anmerkungen) | Anmerkungen                           |
| Jahr | Titel Musiklabel                  | DE | AT | CH | UK | US | Anmerkungen                           |
| ---- | --------------------------------- | --- | --- | --- | --- | --- | ------------------------------------- |
| 2006 | Alright, Still Regal (EMI)        | — | — | CH53 (9 Wo.)CH | UK2 ×4Vierfachplatin · (98 Wo.)UK | US20 Gold · (36 Wo.)US | Erstveröffentlichung: 14. Juli 2006   |
| 2009 | It’s Not Me, It’s You Regal (EMI) | DE17 (38 Wo.)DE | AT21 (30 Wo.)AT | CH6 Gold · (53 Wo.)CH | UK1 ×4Vierfachplatin · (76 Wo.)UK | US5 (21 Wo.)US | Erstveröffentlichung: 6. Februar 2009 |
| 2014 | Sheezus Regal (WMG)               | DE20 (2 Wo.)DE | AT23 (2 Wo.)AT | CH16 (5 Wo.)CH | UK1 Gold · (16 Wo.)UK | US12 (4 Wo.)US | Erstveröffentlichung: 2. Mai 2014     |
| 2018 | No Shame Parlophone (WMG)         | DE65 (1 Wo.)DE | — | CH26 (1 Wo.)CH | UK8 (3 Wo.)UK | US168 (1 Wo.)US | Erstveröffentlichung: 8. Juni 2018    |

### Livealben
- 2009: NRJ Session

### EPs
- 2008: Sampler
- 2009: F.U.E.P.
- 2009: Paris Live Session
- 2014: Spotify Sessions
- 2018: Spotify Singles

## Singles

### Als Leadmusikerin
| Jahr | Titel Album                                          | Höchstplatzierung, Gesamtwochen, AuszeichnungChartplatzierungen (Jahr, Titel, Album, Platzierungen, Wochen, Auszeichnungen, Anmerkungen) | Höchstplatzierung, Gesamtwochen, AuszeichnungChartplatzierungen (Jahr, Titel, Album, Platzierungen, Wochen, Auszeichnungen, Anmerkungen) | Höchstplatzierung, Gesamtwochen, AuszeichnungChartplatzierungen (Jahr, Titel, Album, Platzierungen, Wochen, Auszeichnungen, Anmerkungen) | Höchstplatzierung, Gesamtwochen, AuszeichnungChartplatzierungen (Jahr, Titel, Album, Platzierungen, Wochen, Auszeichnungen, Anmerkungen) | Höchstplatzierung, Gesamtwochen, AuszeichnungChartplatzierungen (Jahr, Titel, Album, Platzierungen, Wochen, Auszeichnungen, Anmerkungen) | Anmerkungen                                                     |
| Jahr | Titel Album                                          | DE | AT | CH | UK | US | Anmerkungen                                                     |
| ---- | ---------------------------------------------------- | --- | --- | --- | --- | --- | --------------------------------------------------------------- |
| 2006 | Smile Alright, Still                                 | DE67 (9 Wo.)DE | AT39 (11 Wo.)AT | CH21 (26 Wo.)CH | UK1 ×2Doppelplatin · (37 Wo.)UK | US49 Gold · (12 Wo.)US | Erstveröffentlichung: 3. Juli 2006                              |
| 2006 | LDN Alright, Still                                   | — | — | CH88 (2 Wo.)CH | UK6 Platin · (17 Wo.)UK | — | Erstveröffentlichung: 25. September 2006                        |
| 2006 | Littlest Things Alright, Still                       | — | — | — | UK21 (8 Wo.)UK | — | Erstveröffentlichung: 11. Dezember 2006                         |
| 2007 | Alfie / Shame for You Alright, Still                 | — | — | — | UK15 Silber · (11 Wo.)UK | — | Erstveröffentlichung: 5. März 2007                              |
| 2008 | The Fear It’s Not Me, It’s You                       | DE12 (17 Wo.)DE | AT20 (16 Wo.)AT | CH14 (26 Wo.)CH | UK1 Platin · (22 Wo.)UK | US80 (10 Wo.)US | Erstveröffentlichung: 9. Dezember 2008                          |
| 2009 | Not Fair It’s Not Me, It’s You                       | DE12 (31 Wo.)DE | AT6 (31 Wo.)AT | CH6 Gold · (35 Wo.)CH | UK5 Platin · (27 Wo.)UK | — | Erstveröffentlichung: 20. März 2009                             |
| 2009 | Fuck You It’s Not Me, It’s You                       | DE49 (9 Wo.)DE | AT12 (29 Wo.)AT | CH5 Gold · (38 Wo.)CH | UK— PlatinUK | US68 (2 Wo.)US | Erstveröffentlichung: 10. Juli 2009                             |
| 2009 | 22 It’s Not Me, It’s You                             | DE85 (1 Wo.)DE | AT54 (5 Wo.)AT | CH71 (2 Wo.)CH | UK14 Silber · (12 Wo.)UK | — | Erstveröffentlichung: 24. August 2009                           |
| 2009 | Who’d Have Known It’s Not Me, It’s You               | — | — | — | UK39 (5 Wo.)UK | — | Erstveröffentlichung: 30. November 2009                         |
| 2010 | Back to the Start / Kabul Shit It’s Not Me, It’s You | — | — | — | — | — | Erstveröffentlichung: 17. April 2010 limitiert, Verkäufe: 1.000 |
| 2013 | Somewhere Only We Know Sheezus                       | — | — | CH52 (9 Wo.)CH | UK1 ×2Doppelplatin · (15 Wo.)UK | — | Erstveröffentlichung: 10. November 2013                         |
| 2013 | Hard out Here Sheezus                                | DE2 Gold · (16 Wo.)DE | AT1 (10 Wo.)AT | CH6 (9 Wo.)CH | UK9 Silber · (4 Wo.)UK | — | Erstveröffentlichung: 17. November 2013                         |
| 2014 | Air Balloon Sheezus                                  | DE40 (9 Wo.)DE | AT68 (1 Wo.)AT | CH65 (2 Wo.)CH | UK7 (8 Wo.)UK | — | Erstveröffentlichung: 31. Januar 2014                           |
| 2014 | Our Time Sheezus                                     | — | — | — | UK43 (7 Wo.)UK | — | Erstveröffentlichung: 10. März 2014                             |
| 2014 | URL Badman Sheezus                                   | — | — | — | UK93 (1 Wo.)UK | — | Erstveröffentlichung: 13. Juli 2014                             |
| 2017 | Trigger Bang No Shame                                | — | — | — | — | — | Erstveröffentlichung: 17. Dezember 2017 feat. Giggs             |
| 2018 | Higher No Shame                                      | — | — | — | — | — | Erstveröffentlichung: 9. März 2018                              |
| 2018 | Lost My Mind No Shame                                | — | — | — | — | — | Erstveröffentlichung: 1. Juni 2018                              |
| 2019 | What You Waiting For? No Shame                       | — | — | — | — | — | Erstveröffentlichung: 26. April 2019 feat. Popcaan              |

### Als Gastmusikerin
| Jahr | Titel Album                               | Höchstplatzierung, Gesamtwochen, AuszeichnungChartplatzierungen (Jahr, Titel, Album, Platzierungen, Wochen, Auszeichnungen, Anmerkungen) | Höchstplatzierung, Gesamtwochen, AuszeichnungChartplatzierungen (Jahr, Titel, Album, Platzierungen, Wochen, Auszeichnungen, Anmerkungen) | Höchstplatzierung, Gesamtwochen, AuszeichnungChartplatzierungen (Jahr, Titel, Album, Platzierungen, Wochen, Auszeichnungen, Anmerkungen) | Höchstplatzierung, Gesamtwochen, AuszeichnungChartplatzierungen (Jahr, Titel, Album, Platzierungen, Wochen, Auszeichnungen, Anmerkungen) | Höchstplatzierung, Gesamtwochen, AuszeichnungChartplatzierungen (Jahr, Titel, Album, Platzierungen, Wochen, Auszeichnungen, Anmerkungen) | Anmerkungen                                                                    |
| Jahr | Titel Album                               | DE | AT | CH | UK | US | Anmerkungen                                                                    |
| ---- | ----------------------------------------- | --- | --- | --- | --- | --- | ------------------------------------------------------------------------------ |
| 2007 | Bongo Bong and Je ne t’aime plus Rudebox  | — | — | CH77 (4 Wo.)CH | — | — | Erstveröffentlichung: 22. Januar 2007 Robbie Williams feat. Lily Allen         |
| 2007 | Oh My God Version                         | — | — | — | UK8 Silber · (18 Wo.)UK | — | Erstveröffentlichung: 16. Juli 2007 Mark Ronson feat. Lily Allen               |
| 2007 | Drivin’ Me Wild Finding Forever           | — | — | — | UK56 (2 Wo.)UK | — | Erstveröffentlichung: 1. Oktober 2007 Common feat. Lily Allen                  |
| 2010 | Just Be Good to Green Alive Till I’m Dead | — | — | — | UK5 Silber · (12 Wo.)UK | — | Erstveröffentlichung: 25. Juni 2010 Professor Green feat. Lily Allen           |
| 2011 | 5 O’Clock Revolver                        | DE91 (1 Wo.)DE | — | CH47 (7 Wo.)CH | UK6 Silber · (7 Wo.)UK | US10 (20 Wo.)US | Erstveröffentlichung: 27. September 2011 T-Pain feat. Wiz Khalifa & Lily Allen |
| 2013 | True Love The Truth About Love            | DE43 (12 Wo.)DE | AT30 (11 Wo.)AT | CH50 (11 Wo.)CH | UK16 Gold · (14 Wo.)UK | US53 (13 Wo.)US | Erstveröffentlichung: 15. Juli 2013 P!nk feat. Lily Allen                      |
| 2018 | Heaven’s Gate Outside                     | — | — | — | — | — | Erstveröffentlichung: 19. Januar 2018 Burna Boy feat. Lily Allen               |
| 2018 | Roll the Dice Raggamuffin Soundtape       | — | — | — | UK— PlatinUK | — | Erstveröffentlichung: 26. November 2018 Shy FX feat. Stamina MC & Lily Allen   |
| 2019 | 1% HTTP404                                | — | — | — | — | — | Erstveröffentlichung: 12. Juli 2019 Oscar Scheller feat. Lily Allen            |

## Musikvideos
| Jahr | Titel                 | Regie                              |
| ---- | --------------------- | ---------------------------------- |
| 2006 | Smile                 | Sophie Muller                      |
| 2006 | LDN                   | Nima Nourizadeh                    |
| 2006 | Littlest Things       | Nima Nourizadeh                    |
| 2007 | Alfie                 | Sarah Chatfield                    |
| 2007 | Oh My God             | Nima Nourizadeh                    |
| 2007 | Drivin’ Me Wild       | Chris Robinson                     |
| 2008 | The Fear              | Nez Khammal                        |
| 2009 | Not Fair              | Melina Matsoukas                   |
| 2009 | Fuck You              | Camille Dauteuille, Clement Dozier |
| 2009 | 22                    | Jake Scott                         |
| 2009 | Who’d Have Known      | James Caddick                      |
| 2010 | Just Be Good to Green | Henry Scholfield                   |
| 2013 | True Love             | Sophie Muller                      |
| 2013 | Hard out Here         | Christopher Sweeney                |
| 2014 | Air Balloon           | That Go, Stefan Moore, Noel Paul   |
| 2014 | Our Time              | Christopher Sweeney                |
| 2014 | Sheezus               | Ruffmercy                          |
| 2014 | URL Badman            | The Sacred Egg                     |
| 2014 | As Long as I Got You  | Christopher Sweeney                |
| 2017 | Going to a Town       | Bafic                              |
| 2018 | Trigger Bang          | Myles Whittingham                  |
| 2018 | Lost My Mind          | Myles Whittingham                  |

## Promoveröffentlichungen
Promo-Singles
- 2014: As Long as I Got You

## Sonderveröffentlichungen

### Interviewalben
- 2009: It’s Not Me, It’s You – Interview CD

### Gastbeiträge
- 2007: Wanna Be (Dizzee Rascal feat. Lily Allen)
- 2009: Straight to Hell (Mick Jones feat. Lily Allen)
- 2017: Cigarettes & Cush (Stormzy feat. Kehlani & Lily Allen)

## Statistik

### Chartauswertung
|                     | DE    | AT    | CH    | UK    | US    |
| ------------------- | ----- | ----- | ----- | ----- | ----- |
| Nummer-eins-Alben   | DE—DE | AT—AT | CH—CH | UK2UK | US—US |
| Top-10-Alben        | DE—DE | AT—AT | CH1CH | UK4UK | US1US |
| Alben in den Charts | DE3DE | AT2AT | CH4CH | UK4UK | US4US |

|                       | DE    | AT    | CH     | UK     | US    |
| --------------------- | ----- | ----- | ------ | ------ | ----- |
| Nummer-eins-Singles   | DE—DE | AT1AT | CH—CH  | UK3UK  | US—US |
| Top-10-Singles        | DE1DE | AT2AT | CH3CH  | UK10UK | US1US |
| Singles in den Charts | DE9DE | AT8AT | CH12CH | UK18UK | US5US |

### Auszeichnungen für Musikverkäufe
| Silberne Schallplatte - Frankreich - 2006: für das Album Alright, Still Goldene Schallplatte - Argentinien - 2006: für das Album Alright, Still - Australien - 2009: für die Single 22 - 2009: für die Single Fuck You - 2012: für die Single 5 O’Clock - 2014: für die Single Air Balloon - Belgien - 2009: für die Single Fuck You - Brasilien - 2021: für die Single True Love - Dänemark - 2013: für das Streaming True Love - 2024: für die Single Fuck You - Frankreich - 2009: für die Single Fuck You - Finnland - 2009: für die Single Fuck You - Irland - 2013: für die Single Somewhere Only We Know - Italien - 2009: für die Single Fuck You - 2014: für die Single True Love - 2014: für die Single Hard out Here - Kanada - 2006: für das Album Alright, Still - 2009: für die Single The Fear - 2009: für das Album It’s Not Me, It’s You - Neuseeland - 2015: für die Single The Fear - 2016: für die Single Hard out Here - 2023: für das Album Sheezus - Ungarn - 2014: für das Album Sheezus | Platin-Schallplatte - Australien - 2009: für die Single The Fear - 2009: für das Album Alright, Still - 2009: für die Single Not Fair - 2014: für die Single Hard out Here - Belgien - 2010: für das Album It’s Not Me, It’s You - Europa - 2007: für das Album Alright, Still - 2009: für das Album It’s Not Me, It’s You - Frankreich - 2010: für das Album It’s Not Me, It’s You - Irland - 2006: für das Album Alright, Still - Kanada - 2012: für die Single True Love - 2012: für die Single 5 O’Clock - Neuseeland - 2010: für das Album It’s Not Me, It’s You - 2016: für die Single True Love - 2020: für das Album Alright, Still - 2021: für die Single Fuck You - 2025: für die Single Not Fair | 2× Platin-Schallplatte - Irland - 2009: für das Album It’s Not Me, It’s You - Neuseeland - 2024: für die Single Smile 4× Platin-Schallplatte - Australien - 2010: für das Album It’s Not Me, It’s You - 2023: für die Single True Love |

Anmerkung: Auszeichnungen in Ländern aus den Charttabellen bzw. Chartboxen sind in ebendiesen zu finden.
| Land/RegionAuszeichnungen für Musikverkäufe (Land/Region, Auszeichnungen, Verkäufe, Quellen) | Silber     | Gold       | Platin       | Verkäufe    | Quellen                                                   |
| -------------------------------------------------------------------------------------------- | ---------- | ---------- | ------------ | ----------- | --------------------------------------------------------- |
| Argentinien (CAPIF)                                                                          | —          | Gold1      | —            | 20.000      | capif.org.ar                                              |
| Australien (ARIA)                                                                            | —          | 3× Gold3   | 12× Platin12 | 945.000     | aria.com.au                                               |
| Belgien (BRMA)                                                                               | —          | Gold1      | Platin1      | 45.000      | ultratop.be                                               |
| Brasilien (PMB)                                                                              | —          | Gold1      | —            | 30.000      | pro-musicabr.org.br                                       |
| Dänemark (IFPI)                                                                              | —          | 2× Gold2   | —            | 45.000      | ifpi.dk                                                   |
| Deutschland (BVMI)                                                                           | —          | Gold1      | —            | 150.000     | musikindustrie.de                                         |
| Europa (IFPI)                                                                                | —          | —          | 2× Platin2   | (2.000.000) | ifpi.org (Memento vom 1. Januar 2014 im Internet Archive) |
| Finnland (IFPI)                                                                              | —          | Gold1      | —            | 5.153       | ifpi.fi                                                   |
| Frankreich (SNEP)                                                                            | Silber1    | Gold1      | Platin1      | 250.000     | infodisc.fr                                               |
| Irland (IRMA)                                                                                | —          | Gold1      | 3× Platin3   | 52.500      | irishcharts.ie                                            |
| Italien (FIMI)                                                                               | —          | 3× Gold3   | —            | 45.000      | fimi.it                                                   |
| Kanada (MC)                                                                                  | —          | 3× Gold3   | 2× Platin2   | 270.000     | musiccanada.com                                           |
| Neuseeland (RMNZ)                                                                            | —          | 3× Gold3   | 7× Platin7   | 187.500     | radioscope.net.nz NZ2 NZ3                                 |
| Schweiz (IFPI)                                                                               | —          | 3× Gold3   | —            | 45.000      | hitparade.ch                                              |
| Ungarn (MAHASZ)                                                                              | —          | Gold1      | —            | 2.000       | slagerlistak.hu                                           |
| Vereinigte Staaten (RIAA)                                                                    | —          | 2× Gold2   | —            | 1.000.000   | riaa.com                                                  |
| Vereinigtes Königreich (BPI)                                                                 | 6× Silber6 | 2× Gold2   | 16× Platin16 | 9.200.000   | bpi.co.uk                                                 |
| Insgesamt                                                                                    | 7× Silber7 | 29× Gold29 | 44× Platin44 |             |                                                           |